# War Horse (film)
War Horse is een Amerikaanse dramafilm uit 2011 onder regie van Steven Spielberg. De film is gebaseerd op de gelijknamige roman uit 1982 van de Britse auteur Michael Morpurgo.

## Verhaal
De film start enkele maanden voor de Eerste Wereldoorlog. Tiener Albert Narracott woont met zijn moeder Rose en vader Ted in Devon te Engeland. Daar hebben ze een boerderij op het landgoed van meneer Lyons waaraan ze regelmatig de nodige pacht betalen. Ted heeft tijdens de Tweede Boerenoorlog in Zuid-Afrika als sergeant een blessure opgelopen waardoor hij nu moeilijk kan lopen. Hoewel hij medailles heeft gekregen omwille van zijn moedige optreden, veracht hij deze en heeft ze weggegooid, zijn regimentsvaandel heeft hij bewaard.
Op een dag is Albert bij de geboorte van een Engelse volbloed. Hij is zo gefascineerd dat hij het veulen regelmatig opzoekt en tracht te benaderen. Het veulen en zijn moeder zijn nooit getemd waardoor deze te schichtig zijn en contact met mensen mijden.
De gezondheidstoestand van Ted maakt het werk op de boerderij te zwaar. Daarom wil hij op de veemarkt een boerenpaard kopen. Daar ontmoet hij meneer Lyons, die via opbod een paard tracht te kopen. Ted, in een ietwat dronken toestand, vindt het oneerlijk dat Lyons zowat alles kan kopen wat hij wil. Daarom beslist hij om in tegenaanbod te gaan waardoor Ted het veulen koopt voor een prijs die voor hem veel te hoog is. Daarnaast is het paard absoluut niet geschikt om te werken op een boerderij. Wanneer Ted met het veulen thuis arriveert, ontdekt Albert dat dit de Engelse volbloed is. Rose wil dat Ted het paard onmiddellijk terugbrengt, maar Albert kan haar overtuigen om het veulen toch te houden. Hij geeft het paard de naam Joey en kan het, na verloop van tijd, steeds naar zich toe lokken door het geluid van een uil na te bootsen.
Omdat Ted de pacht niet tijdig kan betalen, maakt hij met meneer Lyons een afspraak: een lager gelegen, nog ongebruikt veld zal worden bezaaid met koolrapen. Meneer Lyons meent dat het bewuste veld te hard is om te ploegen, maar geeft Ted het voordeel van de twijfel. Albert is vastberaden om toch het veld om te ploegen. De voorspelling van Lyons komt uit, tot wanneer plots een stortbui over het veld trekt. Daardoor wordt het zand modderig waardoor het veld enkele uren later volledig is omgeploegd.
Dan slaat het noodlot toe: enkele dagen voor de oogst is er opnieuw een stortbui waardoor alle rapen worden vernietigd. Uit noodzaak verkoopt Ted het paard aan kapitein Nicholls, een jonge cavalerist, die dringend een paard nodig heeft omdat hij naar de oorlog vertrekt. Albert bindt het regimentsvaandel van zijn vader vast aan de teugels van Joey als geluksbrenger.
Joey wordt opgeleid voor militaire operaties. Hij deelt vanaf nu een stal met Topthorn, een zwart paard. Beiden worden ingezet in een Britse legerdivisie ergens in de buurt van Ieper in Vlaanderen. Nicholls is eigenaar gebleven van het paard zoals hij Albert had beloofd. Hij heeft een aanval gepland op een Duitse legereenheid. Hij was er zich niet van bewust dat de Duitsers in deze oorlog machinegeweren gebruiken waardoor zowat het ganse Britse peloton wordt gedood, inclusief Nicholls. In het centrum van Zandvoorde staat ter herinnering hiervan nog een monument van de Household Cavalerie.
Joey en Topthorn overleven en worden eigendom van het Duitse regiment. Ze worden verzorgd door Gunther en zijn veertienjarige broer Michael. Gunther geeft het regimentsvaandel van Joey aan Michael als geluksbrenger. Na het negeren van een bevel krijgt Gunter een lagere rang. Niet veel later deserteert hij met Joey en Topthorn en sleurt hij Michael, wie hij herkent dankzij de medailles, vanuit het marcherende regiment mee. Beiden beslissen om te vluchten naar Italië waar nog geen oorlog is. 's Nachts verbergen ze zich in een windmolen, maar de volgende ochtend worden ze buiten door de Duitsers gevonden en geëxecuteerd. 
Enkele uren later betreedt het Franse meisje Emilie de windmolen en vindt daar twee paarden. Emilie woont sinds de dood van haar ouders bij haar grootvader. Hij is fruitkweker en maakt van de oogst jam. Op een dag eist een voorbijtrekkend Duits leger alle oogsten en nuttige voorwerpen op. Emilie kan de paarden nog net op tijd verbergen in haar slaapkamer. Zijzelf mag van haar grootvader de paarden niet berijden omdat ze broze beenderen heeft. Haar grootvader verandert van mening wanneer Emilie jarig is: ze krijgt toestemming om met Joey tot bovenaan de heuvel te rijden. Wanneer Emilie niet terugkeert, gaat haar grootvader haar opzoeken. Dan blijkt dat aan de andere kant van de berg een Duitse artillerie-eenheid is die Emilie en Joey gevangen hebben genomen. De Duitsers eisen Joey en Topthorn op, maar de grootvader kan het regimentsvaandel behouden. Emilie hoopt dat de paarden ooit terugkeren.
Het verhaal springt dan verder naar 1918. Albert is soldaat in de loopgraven tijdens de tweede slag aan de Somme, tezamen met zijn jeugdvriend Andrew en onder bevel van David, de zoon van meneer Lyons. De soldaten krijgen het bevel om een weg te banen door niemandsland tot in de loopgraven van de Duitsers. Tot hun verbazing geraakt het peloton aan de overkant waar blijkt dat de Duitsers de loopgraven niet veel eerder hebben ontvlucht. Even later ontploffen chemische wapens en worden de gangen gevuld met mosterdgas.
Ondertussen zijn Joey en Topthorn nog steeds in de Duitse artillerie-eenheid. De laatste opdracht was zo zwaar dat Topthorn van uitputting sterft. Ook Joey lijkt uitgeput te zijn en dreigt doodgeschoten te worden, maar kan vluchten. 
De volgende ochtend zien zowel een Engels als Duits front in het midden van niemandsland een levend wezen. Uiteindelijk beslist de Britse Collin om met een witte vlag het dier op te zoeken. Het is een paard dat volledig verstrikt is geraakt in prikkeldraad en geen enkele stap meer kan verzetten. Vanuit het Duitse kamp komt Peter met kniptangen. Beide vijandige soldaten maken een tijdelijke vriendschap om het paard te bevrijden. Ze besluiten om te tossen wie het paard krijgt. Collin wint en neemt het paard mee naar een Britse medische post. De dokter is van mening dat het paard te gewond is en dat het beter kan worden afgemaakt.
Albert en Andrew hebben de gasaanval overleefd en werden ter verzorging opgenomen in een veldhospitaal. Albert heeft een tijdelijke blindheid opgelopen, veroorzaakt door het mosterdgas. Hij hoort dat eerder op de dag een miraculeus paard vanuit niemandsland werd binnengebracht. Albert hoopt dat dit Joey is en gaat geblinddoekt door het legerkamp op zoek naar het bewuste paard.
Net wanneer men het paard wil doodschieten, hoort men het geluid van een uil. Tot ieders verbazing kijkt het paard op. Even later verschijnt Albert die nogmaals het geluid maakt, waarop het paard naar hem toeloopt. Albert probeert uit te leggen dat dit zijn paard is dat hij destijds in Devon heeft getraind, maar niemand gelooft hem. Dan zegt de blinde Albert dat het dier vier witte sokken heeft en dat hij op zijn voorhoofd een grote witte ruit heeft. Tot ieders verbazing blijkt na het wassen van het dier dat de beschrijving van Albert correct is en wordt Joey alsnog verzorgd.
Niet veel later is de oorlog afgelopen en heeft Albert zijn zicht terug. Dan krijgt hij het bedroevende nieuws dat enkel de paarden van officieren terug naar Engeland worden overgebracht en dat alle andere via opbod worden verkocht op de markt. De soldaten zamelen geld in zodat Albert zijn paard kan kopen. Wanneer Albert aan zijn hoogste bod van 30 pond komt, wordt dit onverwacht verhoogd tot 100 pond door een Franse boer. Het blijkt de grootvader van Emilie te zijn. Emilie is ondertussen gestorven en de man wil Joey, omdat Emilie dit altijd had gehoopt.
Albert smeekt de oude man om zijn paard terug te geven, maar deze laatste weigert en vertrekt met het paard. Even verder steigert Joey, draait zich om en loopt naar Albert. Daarop neemt de oude man het regimentsvaandel uit zijn zak en vraagt of Albert dit kent. Albert legt uit dat het aan zijn vader toebehoort. De man kijkt hem eerst bedenkelijk aan, maar besluit om het regimentsvaandel terug te geven aan Albert. Enkele seconden later doet hij hetzelfde met het paard.
In de eindscène komt Albert met Joey terug aan op de boerderij in Devon, waar hij het regimentsvaandel aan zijn vader teruggeeft.

## Rolverdeling
| Acteur               | Personage            |
| -------------------- | -------------------- |
| Jeremy Irvine        | Albert Narracot      |
| Emily Watson         | Rose Narracot        |
| Peter Mullan         | Ted Narracot         |
| Niels Arestrup       | Grootvader           |
| David Thewlis        | Lyons                |
| Tom Hiddleston       | Kapitein Nicholls    |
| Benedict Cumberbatch | Majoor Jamie Stewart |
| Céline Buckens       | Emilie               |